# Гайду Олександр Васильович
Олександр Васильович Гайду (нар. 28 січня 1976, м. Одеса) — український підприємець, політик, народний депутат IX скл. від провладної партії Слуга народу.

## Життєпис
Закінчив Одеський економічний університет (спеціальність «менеджмент та підприємництво»), Одеський університет ім. Мечникова (спеціальність «правознавство»). Захистив дисертацію за спеціальністю «механізми державного управління». Кандидат наук з державного управління. Виконавчий директор ТОВ «Вібо-Транс» у Миколаєві.
2011—2017 — керівник морського спеціалізованого порту "Ніка-Тера, що є частиною OSTCHEM Group DF, що належить українському олігарху Дмитру Фірташу.

### Політика
2019 — кандидат у народні депутати від партії «Слуга народу» на парламентських виборах (в.о. № 128, Інгульський, Корабельний райони Миколаєва). Живе у Одесі.
Член Комітету ВРУ з питань аграрної та земельної політики, голова підкомітету з питань інновацій та інфраструктури в сфері агропромислового комплексу. Член Постійної делегації у Парламентській асамблеї ГУАМ.

## Контроверсійності
В січні 2022 року влаштував скандал у одеській кав'ярні «Штрудель» після відмови працівників закладу обслуговувати супутницю Олександра, яка не мала з собою сертифікату про COVID-вакцинацію. Після цього Гайду почав погрожувати працівникам закладу. За кілька днів кав'ярню «Штрудель» почали масово перевіряти, зокрема працівники ДСНС.

## Нагороди
- Відзнаки Миколаївської обласної ради II та I ст.
- Почесний знак «За заслуги» Федерації роботодавців України
- Пам'ятна медаль рос. «За благотворительность»
- Почесний знак «За олімпійську відданість»
- Почесна відзнака «За заслуги перед містом Миколаїв»[10] (від мера Миколаєва)